# Live Forever (микстейп)
Live Forever (с англ. — «Вечная жизнь») — третий микстейп американского исполнителя Lil Peep. Он был выпущен 2 декабря 2015 года, спустя несколько месяцев после выхода его первого микстейпа Lil Peep; Part One, который был выпущен в сентябре 2015 года. С микстейпа было выпущено шесть синглов: «Give U the Moon», «Flannel», «Angeldust», «haunt u», «Live Forever» и «nuts»

## История
Сам Lil Peep считал, что данный проект получился лучше, чем его предшественник Lil Peep; Part One.
Музыкальный видеоклип на трек «Live Forever» был выпущен 16 декабря 2015 года.
Mysticphonk, продюсер песен «Angeldust» и «haunt u», переиздал эти две песни в качестве сингла после смерти Lil Peep в конце 2017 года, поместив их на свой мини-альбом под названием 2016, сборник песен, которые он выпустил для покойного рэпера.
2 декабря 2022 года микстейп был посмертно переиздан на цифровые площадки.

## Список треков
По данным Genius:
| №                   | Название                             | Автор(ы)            | Продюсеры           | Длительность |
| ------------------- | ------------------------------------ | ------------------- | ------------------- | ------------ |
| 1.                  | «Angeldust»                          | Густав Ар           | Mysticphonk         | 1:51         |
| 2.                  | «Mirror, Mirror»                     | Ар                  | Hector Vaé          | 1:43         |
| 3.                  | «pick me up» (при участии yunggoth✰) | Ар yunggoth✰        | Fleance             | 2:49         |
| 4.                  | «nuts» (при участии lil skil)        | Ар Skil             | Willie G            | 1:25         |
| 5.                  | «haunt u»                            | Ар                  | Mysticphonk         | 1:57         |
| 6.                  | «Vibe»                               | Ар                  | Paulie Leparik      | 1:52         |
| 7.                  | «Live Forever»                       | Ар                  | Brobak              | 2:40         |
| 8.                  | «Flannel»                            | Ар                  | Willie G            | 1:58         |
| 9.                  | «2008»                               | Ар                  | Hector Vaé          | 1:43         |
| 10.                 | «Give U the Moon»                    | Ар                  | Kryptik             | 2:19         |
| Общая длительность: | Общая длительность:                  | Общая длительность: | Общая длительность: | 20:17        |

## Чарты
| Чарт (2022)   | Высшая позиция |
| ------------- | -------------- |
| Литва (AGATA) | 80             |